# Rubus esfandiarii
Rubus esfandiarii är en rosväxtart som beskrevs av Alexander Gilli. Rubus esfandiarii ingår i släktet rubusar, och familjen rosväxter. Inga underarter finns listade i Catalogue of Life.